# سريك (تشاراويماق)
سريك (بالفارسية: سریک) هي منطقة سكنية تقع في قسم تشاراويماق المركزي في إيران. يقدر عدد سكانها بـ 63 نسمة .